# Krzysztof Kołomański

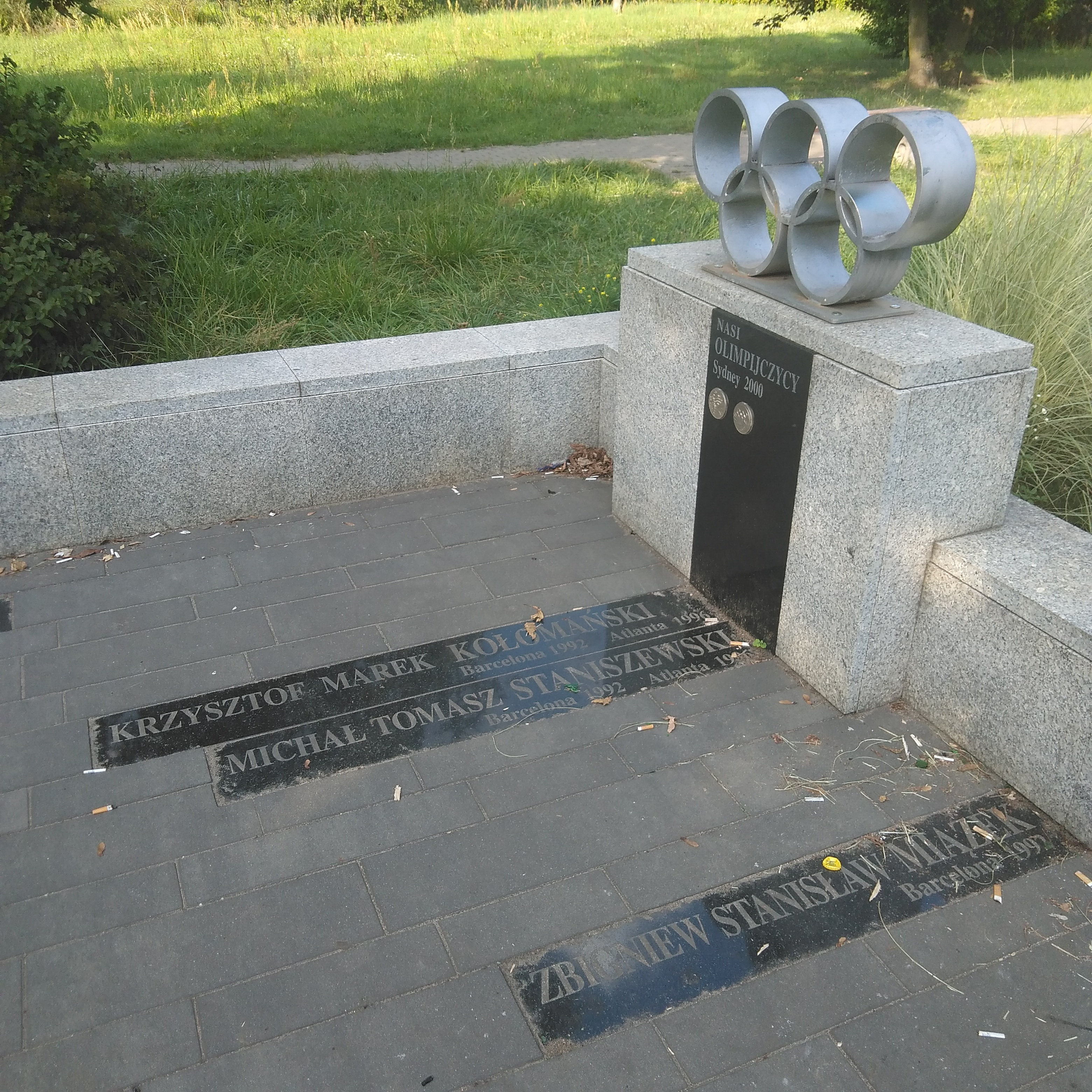
Tablica Krzysztofa Kołomańskiego w Drzewicy

Krzysztof Marek Kołomański (ur. 16 sierpnia 1973 w Opocznie) – polski kajakarz górski, specjalizujący się w slalomie, a także prawnik i przedsiębiorca. Srebrny medalista olimpijski, medalista mistrzostw świata i Europy.

## Życiorys
Przez całą sportową karierę związany był z Gerlachem Drzewica. Treningi rozpoczął w 1979. Startował w kanadyjkach dwójkach (slalom górski), jego wieloletnim partnerem był Michał Staniszewski (wychowanek tego samego klubu sportowego). Razem zdobyli szereg tytułów mistrza Polski, trzy medale ME (brązowe w 1996 i 2000 w C-2, srebrny w 1996 w C-2 w drużynie), a także złoty (1995) i srebrny (1999) medal mistrzostw świata. Trzykrotnie brali udział w igrzyskach olimpijskich. W Barcelonie w 1992 zajęli 10. miejsce, zaś w Atlancie w 1996 zostali sklasyfikowani na 7. miejscu. Największy sukces osiągnęli w Sydney w 2000, zdobywając wówczas srebrny medal.
Kiedy po igrzyskach olimpijskich w 2000 Michał Staniszewski wyemigrował do Kanady, Krzysztof Kołomański w 2001 postanowił zakończyć karierę sportową. Ukończył studia prawnicze na Uniwersytecie Marii Curie-Skłodowskiej w Lublinie, odbył następnie aplikację prokuratorską. Zajął się prowadzeniem własnej działalności gospodarczej w branży handlowej i transportowej. Objął również funkcję prezesa Ludowego Klubu Kajakowego w Drzewicy.
W 2000 odznaczony Złotym Krzyżem Zasługi.